# Dursleyovi
Dursleyovi je rodina z knižní řady o Harrym Potterovi, kterou napsala J.K. Rowlingová. Vychovávají Harryho od jeho útlého věku až do jeho jedenáctých narozenin, poté u nich Harry bydlí jen v létě. Navzájem se s Harrym nesnášejí.

## Vernon Dursley
Vernon Dursley je první postava, která byla v celé sérii představena. Je to strýc Harryho Pottera, manžel Petunie, sestry Harryho matky. Je popisován jako velký, obézní muž s knírkem, který nemá skoro žádný krk. Je hlavou rodiny a často Harrymu vyhrožuje, Dudleyho rozmazluje. Je ředitelem firmy Grunnings, která vyrábí vrtačky. Je to mudla, který nesnáší jakékoli kouzelné věci, především svého synovce, kterého se spolu s ženou ujali, když mu byl jeden rok. Nedali mu žádné informace o kouzelnickém světě a ani mu neřekli pravý důvod smrti jeho rodičů. Na rozdíl od Petunie, která alespoň občas projeví k Harrymu velmi nepatrnou lásku, Vernon Harryho nejspíš nenávidí. Jeho nenávist je tak velká, že na začátku pátého dílu chce Harryho vyhodit z domu, i když ví, že mu venku hrozí smrtelné nebezpečí. Zdá se ale, že svou ženu a syna miluje – láska k synovi se projevila v pátém díle po napadení mozkomory, k Petunii, když se ji snažil chránit před kouzelníky vlastním tělem. V sedmém díle, když se Vernon s Harrym loučí, tak mu skoro podá ruku, ale kvůli své nenávisti k němu a k magii od toho upustí. Je naznačeno, že po této události se Harry a Vernon už nikdy neviděli.

## Petunie Dursleyová
Petunie Dursleyová (roz. Evansová; přezdívka Petty) je teta Harryho Pottera. Je popisovaná jako hubená blondýna s téměř koňským obličejem a velmi dlouhým krkem, který používá k tomu, aby špehovala své sousedy. Celá její rodina, včetně jí, byli mudlové, kromě její sestry Lily, na kterou podle jejích slov byli rodiče velmi hrdí, jen ona poznala, jaká je zrůda. V sedmém díle ale vyjde najevo, že Petunie své sestře záviděla a chtěla se do Bradavic dostat také, dokonce napsala dopis Brumbálovi. Brumbál jí velmi zdvořile odepsal, že ji bohužel přijmout nemůže a od té doby začala Petunie nenávidět svou sestru a všechno magické. V dopise, který Lily Potterová psala Siriusi Blackovi, se Lily zmiňuje o tom, že Harry rozbil vázu od Petunie a dodává, že jí není škoda. To napovídá, že sestry byly v té době stále v kontaktu a dokonce si posílaly dárky, i když byl jejich vztah chladný. Dursleyovi dávali dárky později i Harrymu, i když nikdy nebyly nějak hezké či cenné.
Když se Harry objevil přede dveřmi Dursleyových, byl u něho dopis od Brumbála, ve kterém jim oznamoval, že jeho rodiče zemřeli a že se jeho matka pro Harryho obětovala a že, když bude bydlet do své plnoletosti u svých posledních žijících příbuzných, bude tak chráněn před nebezpečím. Dursleyovi se chlapce sice ujali, ale nikdy se k němu nechovali dobře s tím, že z něj tak dostanou ty kouzelnické nesmysly, ani mu neřekli skutečný důvod smrti jeho rodičů, tvrdili, že zahynuli při autonehodě.
V pátém díle Petunie dostane Huláka od Brumbála, díky němuž zabrání Vernonovi, aby Harryho vyhodil z domu. V rozhovoru po tomto dopise vyjde najevo, že Petunie ví o kouzelnickém světě více, než se myslelo – ví, co jsou to mozkomorové a Azkaban. Když se jí Harry zeptá, jak to ví, odpoví, že slyšela toho odporného kluka, jak to říká Lily. Když Harry řekne, že když mluví o jeho rodičích, mohla by použít jména, neodpoví. V sedmém díle vyjde najevo, že nemyslela Jamese Pottera ale Severuse Snapea. Snapeovi totiž bydleli nedaleko Evansových a Lily a Snape se znali a nějakou dobu byli přáteli.
Když se se svým synovcem v sedmém díle loučí, skoro mu popřeje hodně štěstí, ale kvůli své nenávisti k magii to nedokáže. Je naznačeno, že se poté už nikdy neviděli.
Ve filmu jí ztvárnila Fiona Shaw.

## Dudley Dursley
Dudley Dursley je jediný syn Vernona a Petunie Dursleyových, Harryho jediný bratranec. Je popisován jako velmi velký, blonďatý chlapec, který byl od malička velmi rozmazlován svými rodiči. Harryho nemá rád a je k němu sprostý a krutý. Velký, sprostý, agresivní a sobecký, ale když chce něco po svých rodičích ví, jak toho dosáhnout a dokáže být zdvořilý a hodný. S Harrym chodili do stejné školy, kde se Dudley zasadil o to, aby Harryho neměl nikdo rád, napadal ho se svou partou. Nikdo si totiž nechtěl Dudleyho znepřátelit. Každý se ho totiž bál kvůli jeho síle a velikosti. Harry ho nejdříve popisuje jako velké prase v paruce, později tvrdí, že dosáhl velikosti mladé kosatky. Později je o něm uvedeno, že začal boxovat, kouřit a spolu se svou partou týrat malé děti.
V prvním díle Dudley spadne do klece hada v zoo, poté, co Harry omylem kouzlem odstraní sklo, které oddělovalo návštěvníky a zvířata. Později mu Rubeus Hagrid přičaruje prasečí ocásek, který mu později v Londýně odstraní. Ve čtvrtém díle Dudleyho šířka překoná výšku a celá rodina kvůli tomu na doporučení zdravotní sestry z jeho školy musí držet dietu. Pak, když si pro Harryho přijdou Weasleyovi sní karamelu Jazyk jako jelito dvojčat Weasleyových kvůli kterému se mu zvětší jazyk, což pak musí pan Weasley odstraňovat.
V pátém díle Harryho a Dudleyho napadnou mozkomorové, které poslala Dolores Umbridgeová. Dudley zkolabuje a Harry jej zachrání Patronovým zaklínadlem, odvede ho domů. Nejdřív si myslí, že je přivolal Harry, ale později si uvědomí, že ne. Tento zážitek Dudleyho změní (Rowlingová uvedla, že Dudley viděl jako nejhorší vzpomínku to, jaký skutečně je). Harry si toho ale až do sedmého dílu nevšimne. V tom je Dudley jediný Dursley, který popřeje Harrymu hodně štěstí, potřese mu rukou a poděkuje mu za záchranu života. Harry, stejně jako Petunie a Vernon, je potěšen tímto nečekaným činem. Pak si Harry uvědomí, že se asi Dudley pokoušel během tohoto léta zlepši vztahy s bratrancem – např. mu položil šálek čaje přede dveře (Harry si původně myslel, že to byla nástraha).
Rowlingová později uvedla, že Dudley a Harry se nadále stýkali, Dudley měl děti, které se navzájem s Harryho dětmi neměly rády, ale znaly se a když se setkali společně, seděli v trapném tichu.
Ve filmu ho ztvárnil Harry Melling.

## Marge Dursleyová
Marjorie "Marge" Dursleyová je sestra Vernona Dursleyho a je popisována jako velmi podobná svému bratrovi – velká žena, skoro žádný krk, knírek. Ačkoliv nebyla Harryho pokrevní příbuzná, musel jí říkat teto. Žije na venkově, kde chová buldoky. Občas navštěvuje Zobí ulici a každá její návštěva zůstala v Harryho paměti spojená s její krutostí k němu. Díky Petunii a Vernonovi věří tomu, že je Harry strašný kluk a měl stejné rodiče. Ve třetím díle navštívila domácnost svého bratra i s buldokem Raťafákem. Během její návštěvy ve třetím díle ji Harry nafoukl, když urážela jeho otce, a kvůli tomu utekl od Dursleyových. Ministerstvo kouzel ji navrátilo do normálu a upravilo jí paměť.